# باکلان رخ‌سیاه
باکلان رخ‌سیاه (نام علمی: Phalacrocorax fuscescens) نام یک گونه از سرده باکلان‌های سیاه است.